# Dálnice Chemus
Dálnice Chemus (bulharsky Aвтомагистрала Хемус – Avtomagistrala Chemus) je dálnice v severním Bulharsku. Nese označení A2. Má spojovat hlavní město Sofie s městem Varna a běží souběžně se silnicemi první třídy I-3 ze Sofie do Jablanici (Е83), I-4 z Jablanici do Šumenu (Е70) a I-2 ze Šumenu do Varny (Е772). Z plánovaných 418 km je v provozu 195 km.

## Jméno
Dálnice nese starobylé jméno, které neslo pohoří Stara planina – Chemus (latinsky Haemus), podél něhož probíhá.

## Trasa
Dálnice má km 0,000 na křižovatce se Sofijským okruhem. Až k odbočce státní silnice I-1 na km 1,400 je dálnice šestiproudá, odtud čtyřproudá. Z nadmořské výšky zhruba 530 m dálnice stoupá do hor a průsmykem Vitiňa (948 m) překonává sérií estakád a tunelů Starou planinu. Trasa běží víceméně souběžně se silnicí I-1 až ke sjezdu do Botevgradu, odkud sleduje státní silnici I-3. Zde, na severních svazích Staré planiny, probíhá v nadmořské výšce mezi 400 a 450 m v povodí řeky Iskăr a Předbalkánem proniká do jeho severních kotlin, kde na km 87,800 provizorně končí nedaleko města Jablanica v nadmořské výšce cca 260 m. Dalších téměř 200 km je rozestavěno, a to až za křižovatku s připravovanou dálnicí A7 Veliko Tǎrnovo – Ruse.
Střední část dálnice existuje pouze v projektech a je naplánována celá (v délce cca 90 km) až ke sjezdu Buchovci, kde dálnice znovu začíná a poblíž něhož jsou sjezdy na státní silnice I-2 do Ruse, I-4 do Tărgovište a Velikého Tarnova a I-7 do Silistry. Odtud, z km 310,940 v nadmořské výšce zhruba 250 m vede Dolnodunajskou nížinou podél jižního úpatí jejích vysočin, přičemž víceméně sleduje státní silnicí I-2, a postupně klesá do Varny, kde na km 418,000 končí. Její nejnižší místo (cca 30 m n. m.) se nachází přibližně 35 km před jejím východním koncem.

## Historie výstavby

### 1974
- 4. října byla slavnostně zahájena výstavba dálnice za účasti tehdejšího vůdce komunistického režimu Todora Živkova.[2]

### 1979
- Byl otevřen úsek Varna-Devňa o délce 23,6 km.

Během osmdesátých let výstavba pokračovala a jejich koncem se zastavila na km 52,700 (křižovatka Pravec) kvůli nedostatečnému financování.

### 1999
- 5. prosince byl zprovozněn obchvat Pravce.[3] Tento úsek délky 5,47 km v obtížném terénu zahrnuje 2 viadukty a tunel Praveški chanove (871 m). Jízdní pruhy v tunelu a na obou viaduktech mají šířku 3,50 m místo pro dálnici standardních 3,75 m. Také odstavný pruh v tomto úseku neodpovídá požadavkům na dálnici. Rychlost je zde omezena na 80 km/h v tunelu a 90 km/h na viaduktech. Most na km 48 je prvním (k 1. květnu 2006 jediným) v Bulharsku, který byl postaven technologií letmé betonáže, jakož i obloukový most s největším rozpětím (140 m).

### 2005
- 30. prosince byl otevřen úsek Šumen – Kaspičan o délce 12,8 km. Podle vládních informací činily náklady na tento úsek 77,6 miliónů leva.

### 2010
Během roku 2010 uvolnilo ministerstvo financí 16 miliónů leva na nový 7km úsek dálnice mezi šumenskou čtvrtí Makak do vesnice Belokopitovo a předpokládalo se, že výstavba úseku od sofijského okruhu k nádraží vesnice Jana (8,5 km) s odhadovanými náklady 32 miliónů € bude zahájena v průběhu roku 2011.

### 2011
- V roce 2011 bulharská vláda zkusila vložit dálnici Chemus do prioritních dopravních projektů do evropského rozvojového programu „Doprava“ na roky 2014 – 2020. Představa byla, aby výstavba zbývajících 275 km byla zahájena v druhém období programu, počátkem roku 2014. Za účelem převedení do zákonné formy byla v prosinci 2011 rozhodnutím Komise pro dozor nad programy ustanovena státní společnost Strategické infrastrukturní projekty – bulharsky Национална компания Стратегически инфраструктурни проекти (NKSIP), jako příjemce prioritních os II a V operativního programu „Doprava“ 2007 – 2013.
- V březnu byl zahájen výběr dodavatele úseku od sofijského okruhu k nádraží vesnice Jana (od km 0,000 do km 8,460) o délce 8,46 km. Otevírání nabídek proběhlo 17. června.[4] Výstavba tohoto úseku byla zahájena 26. září 2011 se lhůtou výstavby 22 měsíců za odhadovanou cenu 47 732 340 leva.[5]
- V červnu byly zahájeny práce na úseku s Kaspičanu do Panajotu Volova o délce 7,8 km. Cen za stavební práce byla přibližně 38 miliónů leva a lhůta výstavby 14 měsíců.[6]

### 2013
- 21. ledna NKSIP vyhlásil otevřené řízení na výběr dodavatele veřejné zakázky s předmětem díla: „Předprojektová příprava průzkumů k dobudování dálnice Chemus“.[7] 19. března bylo otevřeno 9 nabídek[8] a 26. dubna bylo otevřeno 8 ocenění příslušných nabídek. Nejnižší nabídku podalo sdružení Infa-Mist-Dopravoproekt – 422 tisíc leva a nejvyšší sdružení Evromagistrala Chemus – 770 tisíc leva.[9] 22. května bylo vítězem veřejné obchodní soutěže vyhlášeno sdružení Infa-Mist-Dopravoproekt, které sdružuje bulharské společnosti Infraproekt konsult a Mist proekt, a slovenský Dopravoprojekt a.s.,[10] a 2. června NKSIP se sdružením uzavřel smlouvu.[11]
- 25. června byl uveden do provozu úsek Šumen – Panajot Volovo o délce 8 km.
- 19. srpna byl uveden do provozu úsek Sofia – Jana o délce 8,46 km.
- 29. srpna byla zahájena výstavba úseku Belokopitovo – Panajot Volovo od km 337,302 do km 342,200, představující spojku mezi silnicemi I-2 (Ruse – Varna), I-4 (Koritna – Belokopitovo) a I-7 do Silistry. Projekt spadá do programu „Nové stavebnictví“ agentury Silniční infrastruktura (Пътна инфраструктура) a byl zcela financován z bulharského státního rozpočtu. Celková délka úseku je 4,898 km. Stavebně-montážní práce provedla společnost AM Černo more. Smluvní cena byla 65 769 410,48 leva včetně daně z přidané hodnoty. Stavební dozor prováděla společnost Pătinvestinženering. V tomto úseku byl postaven největší silniční uzel v Bulharsku – Belokopitovo, kterým se realizuje spojení se silnicemi I-2 a I-4.[12]
- 29. listopadu NKSIP vyhlásil veřejnou soutěž na zhotovení 1. etapy koncepčních projektů, která zahrnuje první dva úseky: první z Jablanice k silnici III-307/ III-305 o délce kolem 24 km, druhý od silnice III-307/ III-305 k silnici II-35 o délce kolem 36 km.
- 29. listopadu NKSIP vyhlásil veřejnou soutěž na vypracování studie posouzení a hodnocení vlivu na životní prostředí na dostavbu dálnice Chemus (Jablanica – Belokopitovo).

### 2014
- 28. března NKSIP vyhlásil veřejnou soutěž na zhotovení 2. etapy koncepčních projektů, která zahrnuje další tři úseky: úsek 3 o délce zhruba 28 km od státní silnice II-35 k silnici III-301/Alexandrovo, úsek 4 o délce zhruba 24 km od silnice III-301/Alexandrovo k silnici III-303/Pavlikeni a úsek 5 o délce kolem 33 km od státní silnice III-303/Pavlikeni k silnici I-5 (E85).[13] Během června bylo vítězem soutěže vyhlášeno sdružení Ežis – IKP, které nabídlo cenu 738 tisíc leva bez DPH.[14] Smlouva byla podepsána 22. června se lhůtou plnění 420 dnů.
- 8. dubna NKSIP oznámil, že byla uzavřena smlouva na vypracování studie posouzení a hodnocení vlivu na životní prostředí na dostavbu dálnice Chemus (Jablanica - Belokopitovo) s firmou Dango proekt konsult za cenu 197 700 leva bez DPH a se lhůtou zpracování 420 dní.[15]
- 16. dubna NKSIP oznámil, že byla uzavřena smlouva na zhotovení 1. etapy koncepčních projektů, která zahrnovala první dva úseky: úsek 1 o délce zhruba 24 km – z Jablanice k silnici III-307/III-305 a úsek 2 o délce zhruba 36 km od silnice III-307/III-305 k silnici II-35 se sdružením Chemus 2020 za cenu 600 tisíc leva bez DPH a lhůtou plnění 392 dny.[16]
- 18. června NKSIP vyhlásil veřejnou soutěž na zhotovení koncepčního projektu 3. etapy dostavby dálnice. Zakázku tvoří tři vydělené stavby: vydělená stavba I – úsek od silnice I-5 k silnici II-51; vydělená stavba II – úsek od silnice II-51 k silnici II-49 a vydělená stavba III – úsek od silnice II-49 k v té době budovanému úseku u Belokopitova.[17] 5. listopadu byly podepsány smlouvy se sdružením Pătproekt na vydělenou stavbu I za částku 448 tisíc leva bez DPH, jakož i se sdružením Infa-Mist-Dopravoproekt na vydělenou stavbu II za částku 255 tisíc leva bez DPH.[18] 11. listopadu byla podepsána smlouva na vydělenou stavbu III se sdružením AM Chemus Etap III-2020 za cenu 459 900 leva bez DPH. Lhůta zhotovení byla ve všech smlouvách stejná – 294 dny.
  - 12. prosince NKSIP vyhlásil veřejnou soutěž na provedení předběžného archeologického průzkumu 1. etapy dálce Chemus.

### 2015
- 9. ledna NKSIP vyhlásil veřejnou soutěž na projekt a výstavbu (Design & Build) dvou úseků – prvního o délce zhruba 24 km z Jablanice k silnici III-307/III-305 a druhého o délce zhruba 36 km od silnice III-307/III-305 k silnici II-35. Předpokládané náklady byly 434 miliónů leva bez DPH.[19] Celkem 16 uchazečů podalo nabídky,[20] které byly otevřeny 7. prosince.[21] O týden později byli vybráni zhotovitelé: na úsek 1 – sdružení АМ Chemus lot 1, jehož členy jsou GP group, španělské Construcciones Taboada y Ramos, MR Civil Works a projektanti Transkonsult-22 s minimální cenou 277,4 miliónů leva bez DPH a maximální cenou 297,97 miliónů leva bez DPH; а na úsek 2 – sdružení s vedoucím členem PST grup a přidruženými členy Chidrostroj, Pătstroj Burgas a Evro alians tuneli s minimální cenou 479,39 miliónů leva bez DPH a maximální cenou 499,96 miliónů leva bez DPH.[22]
- 25. června ministerstvo životního prostředí a vod v rámci posouzení a hodnocení vlivu na životní prostředí dostavby dálnice v úseku Jablanica – Belokopitovo rozhodlo schválit alternativu В1А.[23]
- 3. srpna byl zprovozněn úsek úsek Belokopitovo – Panajot Volovo mezi km 337,302 a km 342,200.[24]

### 2016
- 15. února oznámil premiér Bojko Borisov, že veřejná zakázka na dostavbu dálnice je zrušena.[25] Důvodem byl nedostatek prostředků.
- V červenci byla vyhlášena veřejná soutěž na projekt a výstavbu (Design & Build) na 9km úsek od Jablanice do Boazy (km 78,500 až km 87,800). Předpokládaná cena byla 80 miliónů leva a požadovaná lhůta výstavby 910 dní.[26] Nabídku podalo 11 uchazečů,[27] z nichž 10 splnilo podmínky zadání. Nabídky se pohybovaly v rozpětí od 54,6 miliónu leva do 78,9 miliónu leva.[28] V soutěži na technický dozor na stejný úsek bylo podáno 7 nabídek; předpokládaná cena byla 1,6 miliónu leva.[29]
- Téhož měsíce byla vyhlášena veřejná soutěž na optimalizovaný koncepční projekt 50km úseku od Boazy ke křižovatce se silnicí II-35. Přitom nabídka mohla být podána i na jeden ze tří podúseků, na něž byl úsek rozdělen. Předpokládaná cena jednotlivých podúseků byla 1,9, resp. 1,8, resp. 1,4 miliónu leva.[30] Nabídku podalo 8 uchazečů na každý podúsek.[31] Soutěž byla uzavřena až v následujícím roce.
- V srpnu byla vyhlášena veřejná soutěž na projekt a výstavbu (Design & Build) na 16km úsek od Belokopitova k Tărgovišti (km 310,940 až km 327,260). Předpokládaná cena byla 133 miliónů leva a požadovaná lhůta výstavby 910 dní.[32] Nabídku podalo 8 uchazečů.[33] V soutěži na technický dozor na stejný úsek bylo podáno 8 nabídek; předpokládaná cena byla 2,66 miliónu leva.[34] Soutěž byla uzavřena až v následujícím roce.

### 2017
- 19. července byla podepsána smlouva na úsek Jablanica a silniční křižovatka Boaza o délce 9,3 km, celkové ceně 54 990 000 leva (bez DPH) a lhůtě výstavby 910 dní, z čehož 180 dní na projekt a 730 dní na výstavbu. Zhotovitelem je sdružení HVP Jablanica (Chidrostroj + Vodstroj 98 + Pătstroj Burgas).[35]
- 29. září byla podepsána smlouva na úsek Belokopitovo – silniční křižovatka Buchovci (poblíž Targovište) o délce 16,3 km, celkové ceně 119 785 000 leva (bez DPH) a lhůtě výstavby 910 dní.[36] Zhotovitelem je sdružení Chemus – 16320 (Infra Expert + Pătinženeringstroj-T + Avtomagistrali – Černo more + Transkonsult-22).[37]

### 2018
- V březnu bylo vydáno stavební povolení díl 0 o délce 9,3 km mezi Jablanicou a křižovatkou Boaza.[38]
- V létě proběhla veřejná soutěž na archeologickou studii úseku od km 310,940 do km 327,260, v níž zvítězil Národní archeologický ústav za cenu 429 902 leva (bez DPH).
- V srpnu byla zahájena výstavba dílu 10 o délce 16,3 km mezi křižovatkami Belokopitovo a Buchovci.
- V prosinci schválila vláda dodatečné výdaje na výstavbu 134,2 km dálnice od km 87,800 do km 222,000 ve výši 1 349 856 tisíc leva z přebytku rozpočtu roku 2018.[39]

### 2019
- Na jaře proběhla veřejná soutěž na stavební dozor při výstavbě úseku od km 94 980 do km 96 600, v níž zvítězila společnost Pătinvest-inženering za cenu 58 685,62 leva (včetně DPH).
- 25. března byla vyhlášena soutěž na stavební dozor při výstavbě 2. části výstavby (díly 4, 5 a 6). Zakázku získalo sdružení DZZD Chemus kontrol (TRI-ES + PI ES Konsult + Trafik Cholding + EN AR Konsult + Plan invest Plovdiv + Kontpas + Arnaudov konsult + Bul Invest Kontrol + Stroj tech nadzor + Transkonsult-BG) s komplexním skóre 100 bodů, což bylo vyhlášeno 13. srpna a 15. listopadu s ním byla podepsána smlouva v ceně  13 882 715,59  leva (včetně DPH), přičemž doba výkonu stavebního dozoru je pro díl 4 38 měsíců, pro díl 5 38 měsíců a pro díl 6 44 měsíců od předání staveniště.
- 25. března byla vyhlášena soutěž na stavební dozor při výstavbě 1. části výstavby (díly 1, 2 a 3). Zakázku získalo sdružení DZZD Chemus konsult (Rutex + Pătinvest-Inženering + Logistika-21 + Pătkonsult 2000 + Inžkonsultproekt) s komplexním skóre 98,97 bodů, což bylo vyhlášeno 15. listopadu.
- 17. dubna byla vydána stavební povolení na úsek od km 94,960 do km 96,600 a na úsek od km 126,780 do km 127,075.
- 18. dubna byla vyhlášena veřejná soutěž na provádění autorského dozoru na úsek od sjezdu Kalenik (křižovatka se silnicí III-3005) ke křižovatce se silnicí II-35, včetně sjezdu Pleven. Zakázku získalo sdružení Pleven – DZZD AM Chemus-2016 (Rutex + Kontrols), se kterým byla 3. května podepsána smlouva za 107 400 leva (včetně DPH).
- 18. dubna byla vyhlášena veřejná soutěž na provádění autorského dozoru na úsek od km 87,800 po křižovatku se silnicí III-307, včetně sjezdu Dermanci. Zakázku získalo sdružení Dermanci – DZZD P.P. Via AM Chemus-stage 1 (Pătproekt + VIA-PLAN + Pătproekt 2000), se kterým byla 11. června podepsána smlouva za 100 600,80 leva (včetně DPH).
- 17. května byla vyhlášena veřejná soutěž na vypracování rozšířeného koncepčního návrhu včetně všech inženýrských studií, geologických průzkumů a pozemkového plánu se lhůtou na zpracování 150 kalendářních dnů a požadavkem na rozdělení ceny do dvou částí – úsek od km 222,000 do km 244,200 a úsek od km 244,200 do km 268,209 46. Přepokládaná cena (bez DPH) za první část byla 3 308 000 leva, za druhou 3 361 400 leva. Soutěž byla počátkem následujícího roku zrušena.
- V září proběhla veřejná soutěž na archeologickou studii na díly 3, 4 a 5, v níž zvítězil Národní archeologický ústav za cenu 3 460 566,78 leva (včetně DPH).
- 11. října byl otevřen úsek 9,3 km mezi Jablanicou a dočasným sjezdem Boaza.
- 30. října bylo vydáno stavební povolení na úseky od km 310,940 do km 317,360, od km 318,820 do km 322,763 a od km 322,803 do km 327,260.
- 11. prosince přijala vláda závazek poskytnout 1,38 miliardy leva (včetně DPH) na výstavbu posledních 88,94 km dálnice od km 222,000 do km 310,940, a to na projektovou přípravu a realizaci stavebních a montážních prací v období do roku 2022. Finanční prostředky byly poskytnuty státnímu podniku Avtomagistrali EAD bez veřejné soutěže a 18. prosince s ním byla podepsána smlouva, k níž nebyla cena určena.[40]

### 2020
- 5. března bylo vydáno stavební povolení na úseky od km 87,800 do km 94,960 a od km 96,600 do km 100,280.
- 1. června bylo vydáno stavební povolení na úseky od km 122+260 do km 126,780 a od km 127,075 do km 139,340.
- 9. června 2020 byla ve třech položkách vyhlášena veřejná soutěž na stavební dozor na tři díly dálnice v celkové délce 88,94 km: díl 7 (km 222,000 až km 265,600) s přepokládanou cenou 10 490 312 leva (bez DPH), díl 8 (km 265,600 až km 299,000) s přepokládanou cenou 8 039 782 leva (bez DPH), díl 9 (km 299,000 až km 310,940) s přepokládanou cenou 2 884 058 leva (bez DPH).[41] 31. července 2020 bylo podáno 8 nabídek, nicméně soutěž byla uzavřena až v následujícím roce.
- 27. srpna bylo vydáno stavební povolení na úsek od km 103,060 do km 122,260.
- 28. srpna bylo vydáno stavební povolení na úsek od km 100,280 na km 103,060.

### 2021
- 19. února byla vyhlášena veřejná soutěž na archeologický výzkum lokalit od km 104,050 do km 104,350, od km 116,850 do km 116,900, od km 119,750 do km 119,925 a mezi km 180,120 a km 180,400, v níž zvítězil Národní archeologický ústav za cenu 1 850 280 leva (včetně DPH) a smlouva s ním byla podepsána 1. dubna.
- 19. února byla vyhlášena veřejná soutěž na kompletní záchranné archeologické práce archeologických lokalit č. 10 od km 121,550 do km 121,850 a č. 11 od km 121,500 do km 122,020, v níž zvítězil Národní archeologický ústav za cenu 1 649 235,60 leva (včetně DPH) a smlouva s ním byla podepsána 1. dubna. Předpokládaný termín ukončení prací na lokalitě č. 10 je 80 dní a na lokalitě č. 11 je 135 dní.
- 19. května byly vyhlášeny výsledky soutěže na stavební dozor. Díl 7 (km 222,000 až km 265,600) získalo sdružení Chemus Invest s komplexním skóre 98,97 bodů, díl 8 (km 265,600 až km 299,000) získalo sdružení Konsultanti AM Chemus 2020  s komplexním skóre 100 bodů a díl 9 (km 299,000 až km 310,940) získalo sdružení Stroll 1000 s komplexním skóre 100 bodů.

### 2022
- 18. října byl zprovozněn díl 10.[42]

## Fázování výstavby dálnice
Po zprovoznění dálničního obchvatu Šumenu byl v roce 2013 vypracován plán dostavby dálnice mezi Jablanicou a Šumenem, který počítal s rozdělením výstavby této trasy na 8 dílů (bulharsky лот), aby celá vzdálenost mezi Sofií a Varnou činila po dálnici celkem 425 km. V srpnu 2013 uzavřel NKSIP smlouvu na aktualizaci předprojektových průzkumů se sdružením Infa-Mist-Dopravoproekt. Analýzy byla dokončeny v květnu 2014, přičemž bylo projednáno několik alternativ trasování dálnice. Vybraná alternativa B1A (modře tečkovaná) se podobá variantě В1, přičemž je celkově trasována tak, aby obcházela chráněné oblasti Natura 2000. Plánovaná délka trasy je 252 km, ale přibylo silničních uzlů (14). Na základě výběru trasy NKSIP zadala následně vypracování koncepčních projektů všech osmi dílů, jejichž výstavba byla rozdělena do tří etap. Plánovalo se, že podle budou postupně vyhlašovány veřejné soutěže na projektování a výstavbu. Výstavba mela být spolufinancována z operativního programu „Doprava a dopravní infrastruktura“ (2014 – 2020). Poté, co byla v důsledku nezabezpečeného financování v roce 2016 zrušena výstavba prvního dílu, bylo fázování výstavby přehodnoceno a plánovaná výstavba rozdělena na 10 dílů, později vložením nultého dílu na 11. Jednotlivé díly byly seskupeny do tří etap, přičemž termín dokončení výstavby první a druhé etapy je 2023. Výstavba je spolufinancována z evropských programů.
- 1. etapa – z Jablanici ke křížení se silnicí 35 Pleven – Loveč; 60,84 km. Předběžně byla oceňována na 185 miliónů €; cena kontraktu je 511 990 000 leva neboli 261 780 345 €.
  - Díl 0[p 6] – 9,30 km; od km 78,500 (Jablanica) do km 87,800 (Boaza); zprovozněn 18. 10. 2022 — šířka komunikace 27 m, křížení s cestami: 5 podjezdů, 2 nadjezdy, silniční křížení: 1 podjezd; cena stavebních prací  54 990 000 leva, cena stavebního dozoru 595 899,10 leva (obojí bez DPH); záruka: základní 5 let, 10 let na silniční příslušenství.[44]
  - Díl 1 – 15,26 km; od km 87,800 (Boaza) do km 103,060 (Dermanci)
  - Díl 2 – 19,20 km; od km 103,060 (Dermanci) do km 122,260 (Kalenik)
  - Díl 3 – 17,08 km; od km 122,260 (Kalenik) do km 139,340 (Pleven/Loveč)
- 2. etapa – od křížení se silnicí 35 ke sjezdu Polikraište; 82,6 km. Předběžně byla oceňována na 260 miliónů €; cena kontraktu je 699 000 000 leva neboli 357 398 507 €.
  - Díl 4 – 26,80 km; od km 139,340 (Pleven/Loveč) do km 166,144 (Letnica)
  - Díl 5 – 23,20 km; od km 166,144 (Letnica) do km 189,344 (Pavlikeni)
  - Díl 6 – 32,60 km; od km 189,344 (Pavlikeni) do km 222,000 (Polikraište)
- 3. etapa – od sjezdu Polikraište do Belokopitova;105,32 km.[p 7] Výstavba se předběžně oceňuje na 496 miliónů €.
  - Díl 7 – 43,60 km;[p 7] od km 222,000 (Polikraište) do km 265,600 (křižovatka se silnicí II-51)
  - Díl 8 – 33,50 km;[p 7] od km 265,600 (křižovatka se silnicí II-51) do km 299,100 (křižovatka se silnicí II-49)
  - Díl 9 – 11,90 km;[p 7] od km 299,100 (křižovatka se silnicí II-49) do km 310,940 (Buchovci)
  - Díl 10 – 16,32 km; od km 310,940 (Buchovci) do km 327,260 (Belokopitovo)

## Inženýrská díla

### Tunely

#### Vitiňa
Tunel Vitiňa (bulharsky тунел Витиня ) byl postaven v 70. letech 20. století. Každá tunelová trouba má délku 1125 m a plochu průřezu 86 m².

#### Topli dol
Tunel Topli dol (bulharsky тунел Топли дол) byl vyprojektován v roce 1978 kolektivem pod vedením profesora Ivana Beševlieva. Dílo bylo postaveno v letech 1980 – 1983. Jeho délka je 890 m (každá tunelová trouba). Tunely mají světlou šířku 12,5 m a příčný průřez 81 m².

#### Ečemiška
Tunel Ečemiška (bulharsky тунел Ечемишка) byl vyprojektován v roce 1979 kolektivem pod vedením profesora Ivana Beševlieva. Dílo bylo postaveno v letech 1980 – 1983. Jeho délka je 820 m (každá tunelová trouba). Tunely mají světlou šířku 12,5 m a příčný průřez 81 m².

#### Praveški chanove
Tunel Praveški chanove (bulharsky тунел Правешки ханове) byl vyprojektován v roce 1986 kolektivem pod vedením profesora Ivana Beševlieva. Dílo bylo postaveno v letech 1987 – 1990. Jeho délka je 900 m (každá tunelová trouba). Tunely mají světlou šířku 11,4 m a příčný průřez 64 m².

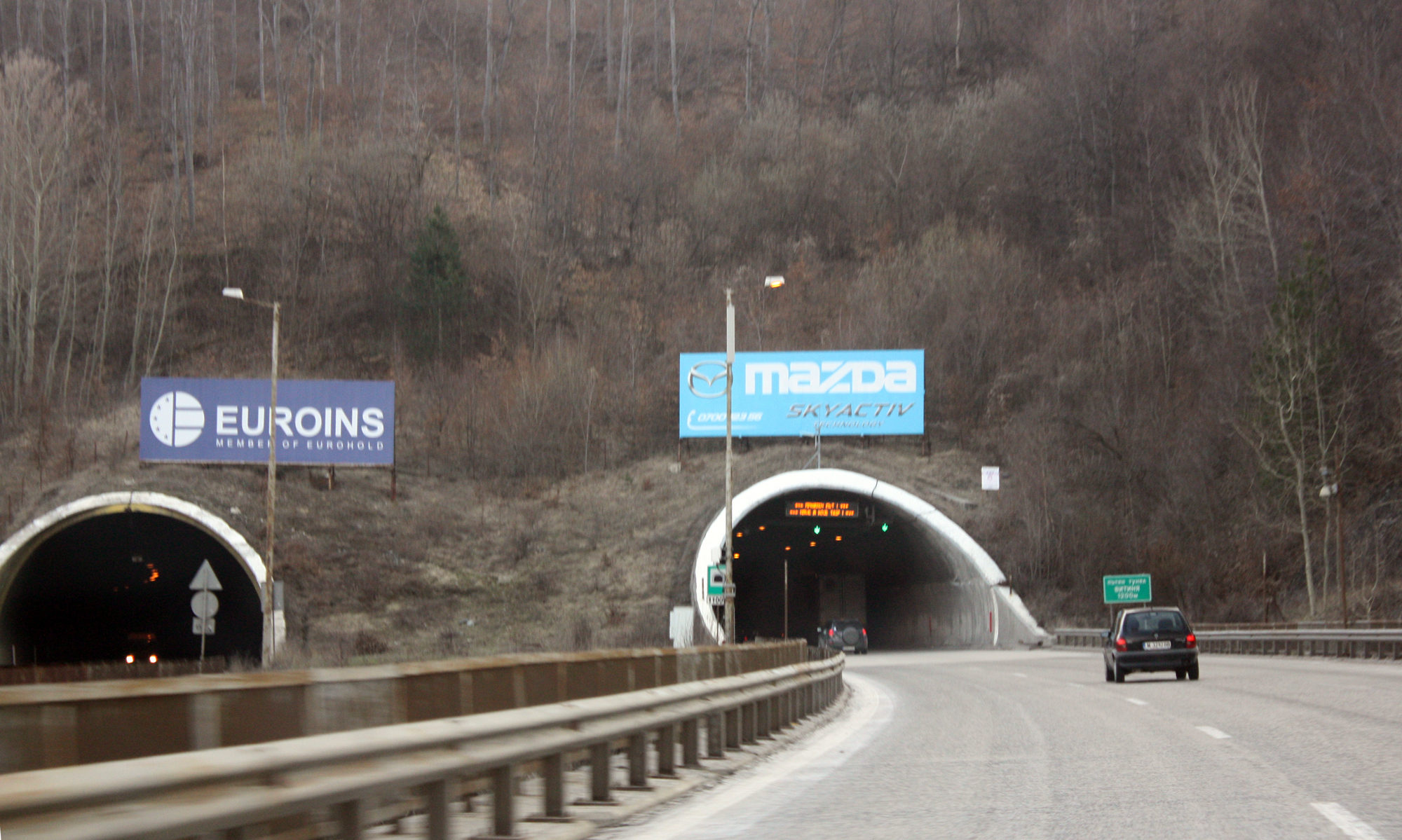
Tunel Vitiňa
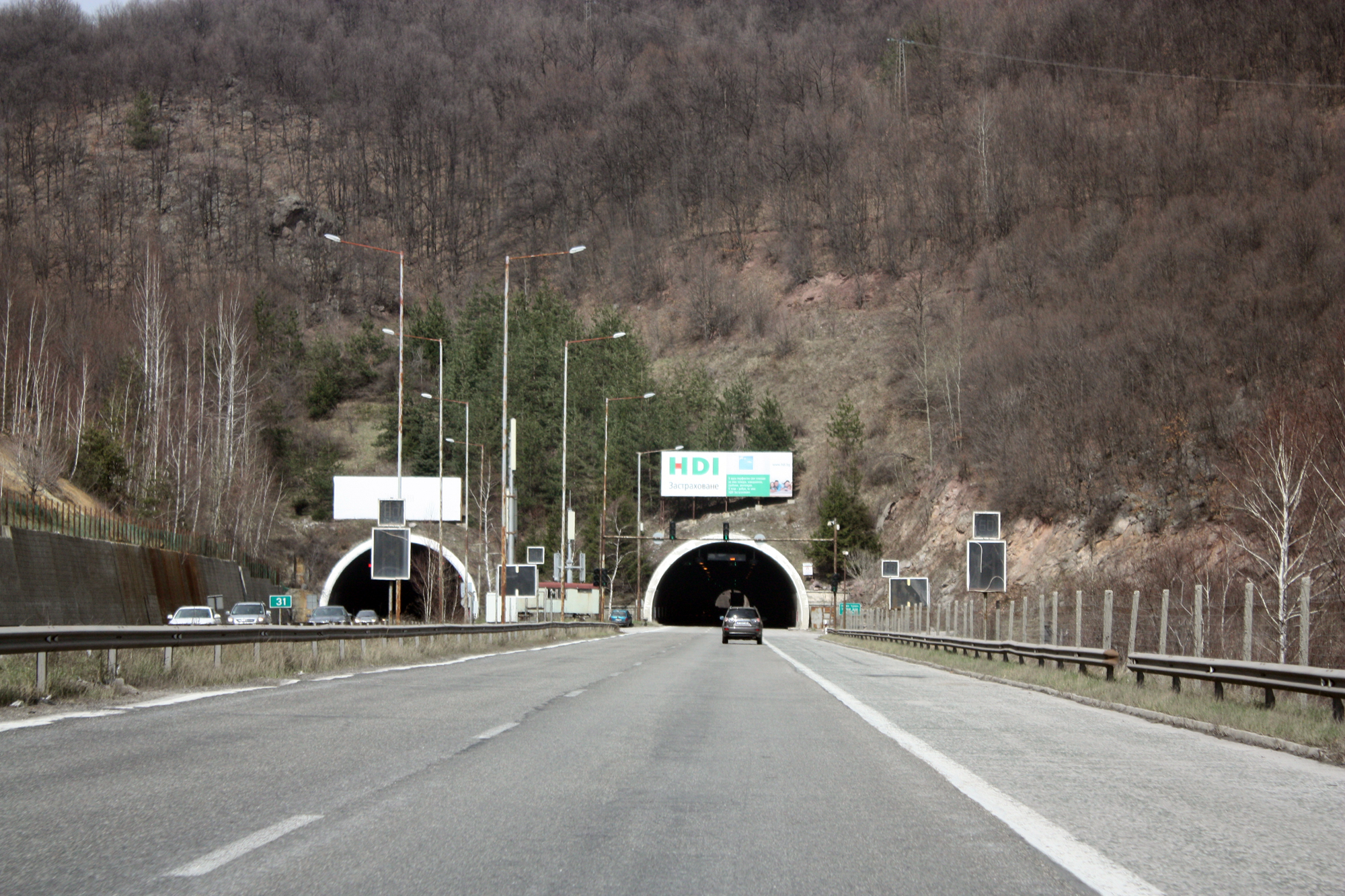
Tunel Topli dol
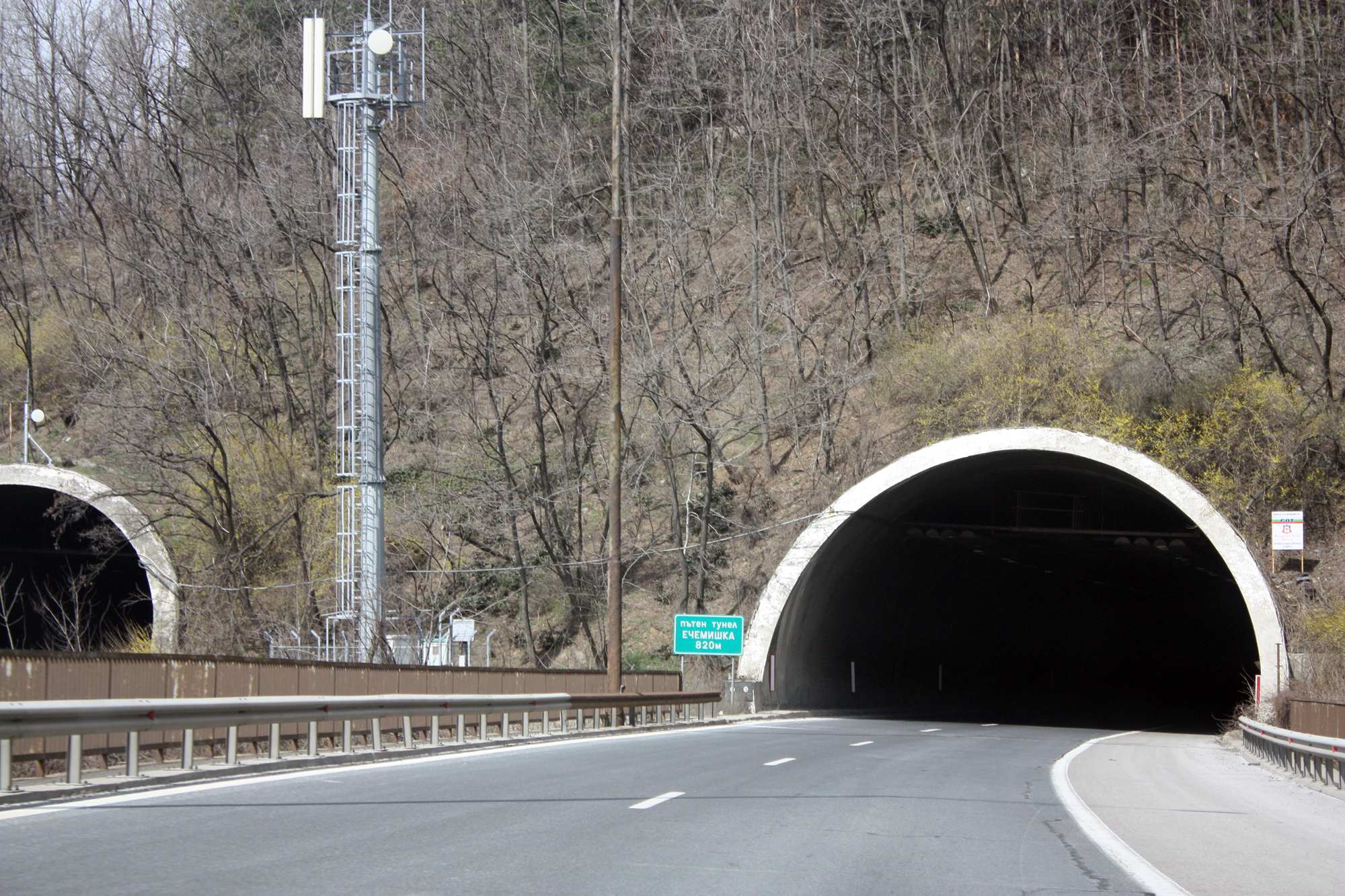
Tunel Ečemiška

### Mosty
Na dálnici Chemus je 26 mostů – 3 v úseku mezi vsí Gorni Borgov a tunelem Vitiňa, 13 mezi tunely Vitiňa a Topli dol, 3 mezi tunely Topli dol a Ečemiška, 4 mezi tunelem Ečemiška a Pravcem a 3 mezi Pravcem a Jablanicí. Údaje k nejznámějším mostům:

#### Elešnica
Estakáda Elešnica (bulharsky виадукт над Елешница) byl prvním velkým mostem poblíž Sofie a leží na km 6,900. Byl postaven v 80. letech 20. století. Jde o dva jednosměrné mosty o délce 646 m s mostovkou širokou 13,5 m. Jeho nejvyšší místo leží 42 m nade dnem údolí a má železobetonovou nosnou konstrukci.

#### Koreniški dol
Most Koreniški dol (bulharsky виадукт Коренишки дол) leží na km 28,300. Byl dokončen v roce 1985. Jde o dva jednosměrné mosty o délce 480 m s mostovkou širokou 13,5 m. Jeho nejvyšší místo leží 36 m nade dnem údolí a má železobetonovou nosnou konstrukci.

#### Bebreš
Most Bebreš (bulharsky виадукт Бебреш) leží těsně před tunelem Topli dol na km 30,000. Byl dokončen v roce 1985. Jde o dva jednosměrné mosty o délce 714 m s mostovkou širokou 13,5 m. Jeho nejvyšší místo leží 125 m nade dnem údolí a jde o nejvyšší most na Balkánském poloostrově; má železobetonovou nosnou konstrukci.

#### Most na km 48,000
Most na km 48,000 byl dokončen v roce 1999. Jde o dva jednosměrné mosty o délce 620 m s mostovkou širokou 13,5 m. Jeho nejvyšší místo leží 78 m nade dnem údolí a má železobetonovou nosnou konstrukci, která byla postavena letmou betonáží.

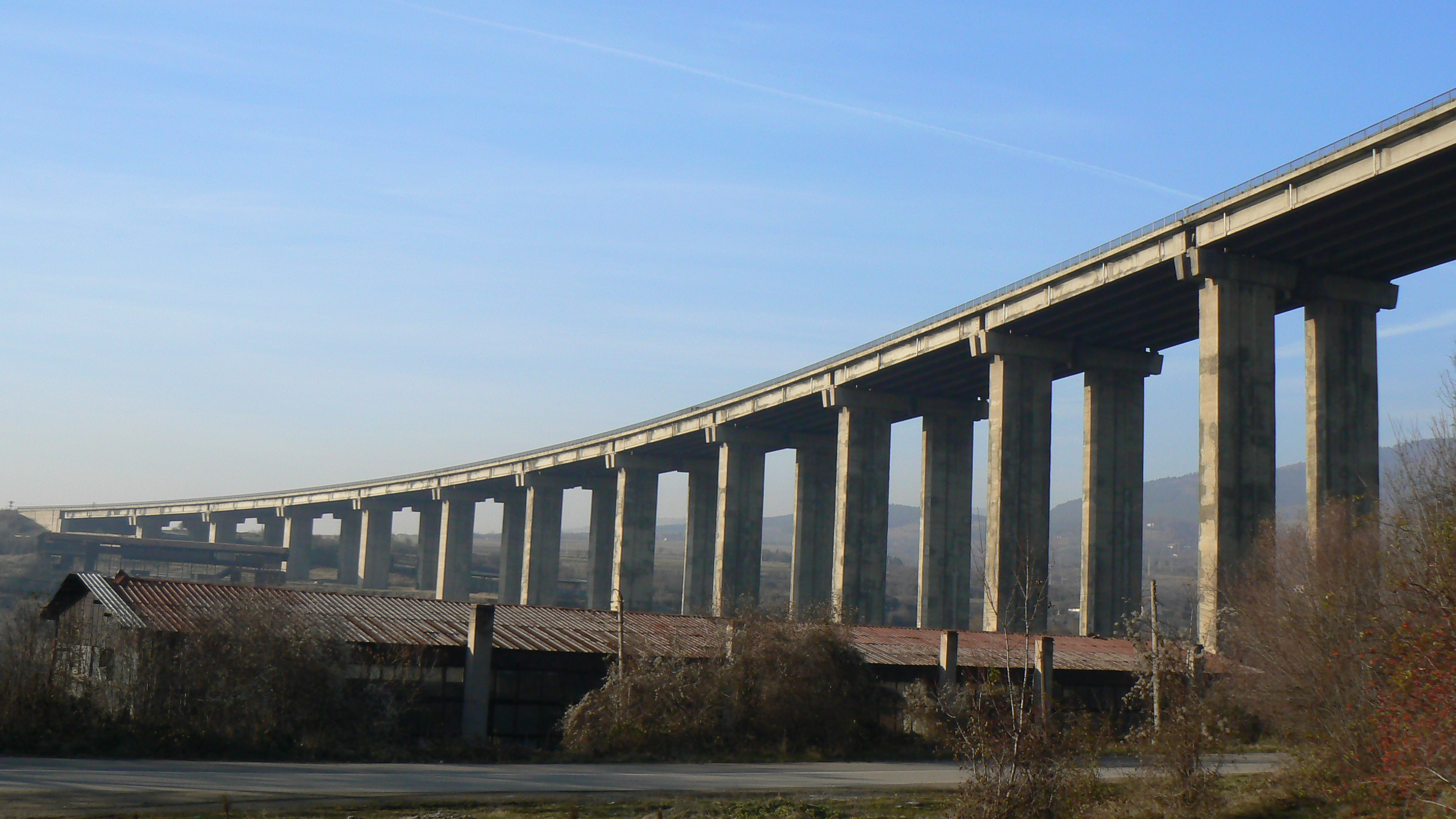
Estakáda Elešnica
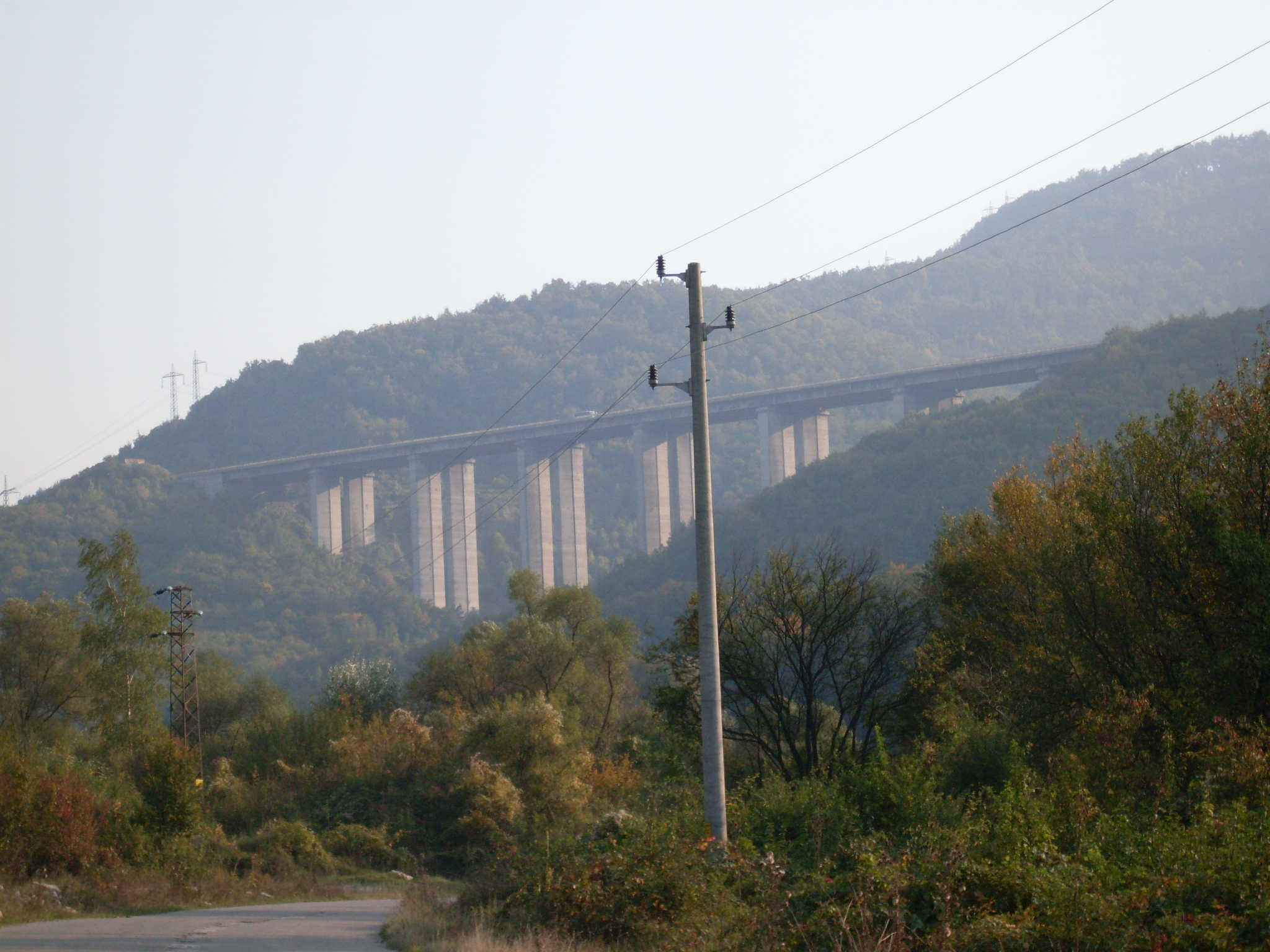
Most Koreniški dol